# Лебринг-Санкт-Маргаретен
Лебринг-Санкт-Маргаретен (нем. Lebring-Sankt Margarethen) — коммуна в Австрии, ярмарочный посёлок, расположен в федеральной земле Штирия. 
Входит в состав округа Лайбниц.  Население составляет 1974 человека (на 1 января 2006 года). Занимает площадь 7,59 км².

## Политическая ситуация
Бургомистр коммуны — Йохан Вайнцерль (АНП).
Совет представителей коммуны (нем. Gemeinderat) состоит из 15 мест.
- АНП занимает 9 мест.
- СДПА занимает 3 места.